# Cars (Żyronda)
Cars – miejscowość i gmina we Francji, w regionie Nowa Akwitania, w departamencie Żyronda.
Według danych na rok 1990 gminę zamieszkiwało 1186 osób, a gęstość zaludnienia wynosiła 107 osób/km² (wśród 2290 gmin Akwitanii Cars plasuje się na 366. miejscu pod względem liczby ludności, natomiast pod względem powierzchni na miejscu 993.).